# 洛夫喬伊 (密蘇里州)
洛夫喬伊（英語：Lovejoy）是位於美國密蘇里州開普吉拉多縣的鬼鎮。

## 歷史
洛夫喬伊的郵局於1887年設立，其後於1894年停運。

## 地理
洛夫喬伊所處的海拔為高於海平面111米（即364英呎），而該地所採用的時區為UTC-6，即北美中部時區（CST）。同時該地設有夏令時間，為UTC-6調快一小時，即UTC-5（CDT）。